# Шайба (деталь)

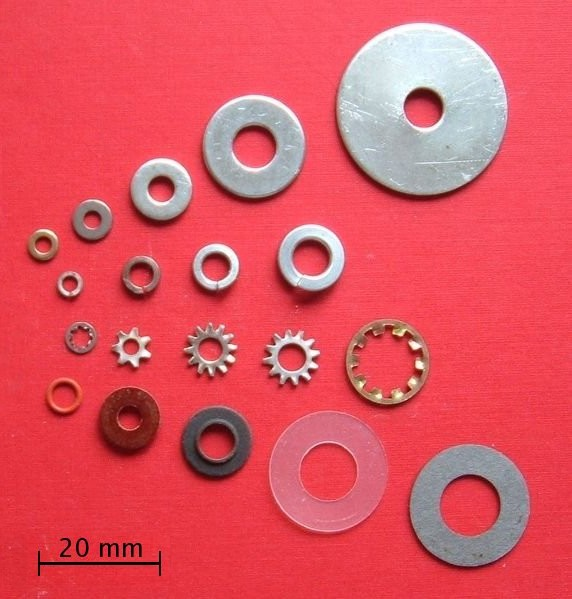
Різні види шайб

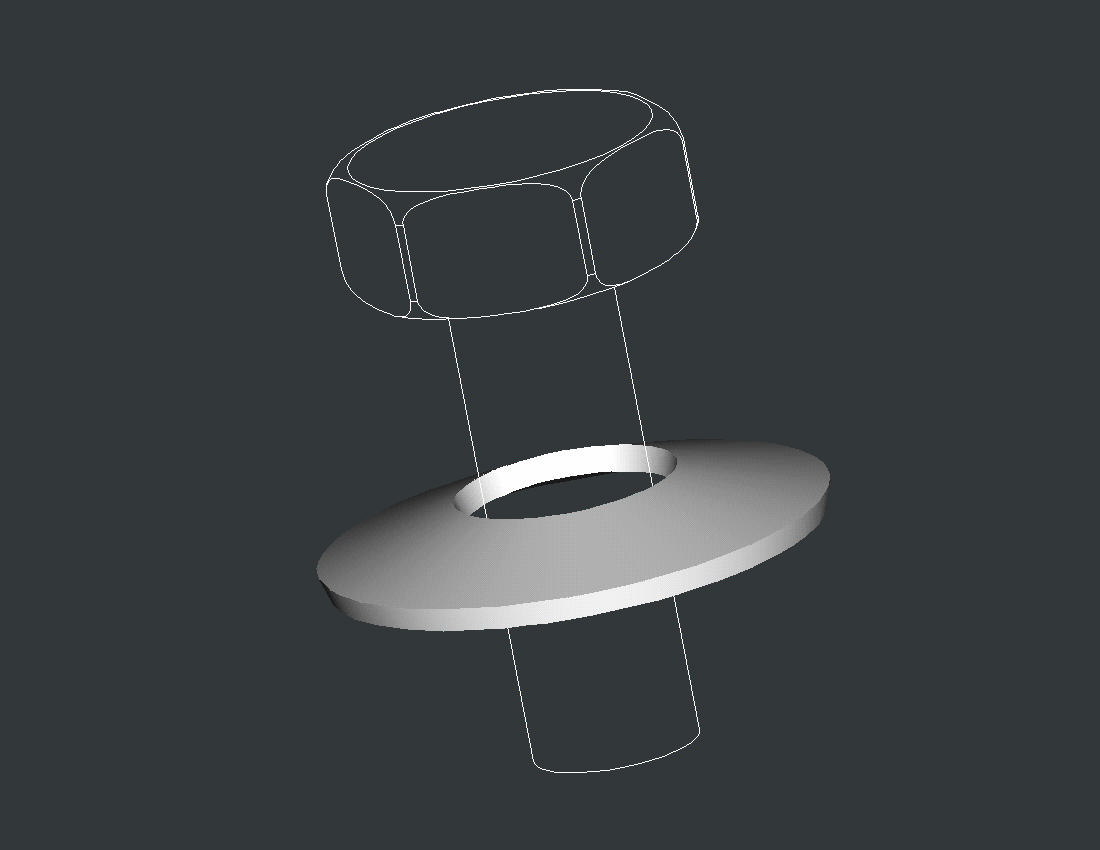
Конічна шайба

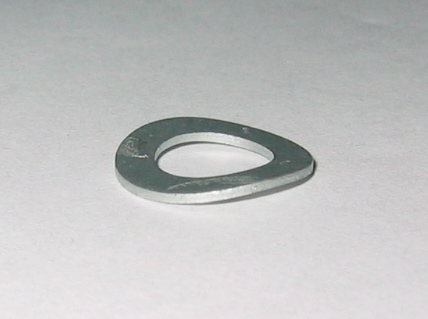
Хвиляста шайба

Ша́йба (від нім. Scheibe або персти́на[джерело?]) — це деталь, що підкладається під гайку чи головку болта (гвинта) з метою збільшення опорної площі, зменшення ушкоджень поверхні деталі, а також запобігання самовідгвинчування кріпильної деталі.
Шайби бувають: круглі, похилі, корончасті, пружинні (гровер), стопорні, швидкоз'ємні, ущільнювальні, хвилясті, сферичні, конічні та ін.

## Нормативні документи
Різні види шайб регламентуються ГОСТ / DIN / ДСТУ ISO:
- Шайба плоска нормальна ГОСТ 11371 / DIN 125
- Шайба плоска збільшена DIN 9021
- Шайба плоска зменшена ГОСТ 10450 / DIN 433
- Шайба пружинна (гровер) ГОСТ 6402 / DIN 127
- Шайба стопорна з лапками ДСТУ ГОСТ 13463:2008 / DIN 463
- Шайба швидкознімна ГОСТ 11648 / DIN 6799
- Шайба зубчаста ДСТУ ГОСТ 10463:2008 / DIN 6798 (форма A, J, V)
- Шайба похила ГОСТ 10906 / DIN 434
- Шайба багатолапкова ГОСТ 11872 / DIN 5406
- Шайби пласкі. Надвелика серія. Клас виробу С.  ДСТУ ISO 7094:2015 / ISO 7094:2000

## Пружинна шайба

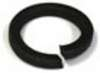
Пружинна шайба.

Пружинна шайба (гровер (нім. Grower), шайба Гровера) — пружна металева деталь, у вигляді розрізаного кільця з протилежно розведеними в осьовому напрямку кінцями.
За наявності вібрацій болтові (гвинтові) вузли мають здатність до самовідгвинчування. Пружинна шайба є однією з найпоширеніших деталей, що запобігають самовідгвинчуванню різьбових з'єднань. Така шайба, що є по суті пружиною, в болтовому з'єднанні зберігає осьове зусилля, що діє на гайку, при частковому відгвинчуванні. Окрім цього через свою геометрію вони запобігають розкручуванню гайок. Цьому сприяють косі загострені кінці цих шайб. Шайба підкладається між гайкою і кріпильною поверхнею або головкою болта і кріпильною поверхнею.
Застосовується в машинобудуванні і приладобудування як елемент фіксації різьбового з'єднання. Виготовляються у виконанні залежно від умов роботи: легкому, нормальному, важкому, особливо важкому.
Стандарти пружинних шайб:
- ГОСТ 6402-70* — Шайби пружинні. Технічні умови;
- DIN 127 B — Stainless lock washer with smooth ends (пружинна шайба з притупленими краями);
- DIN 127 A — Stainless lock washer with tang end (пружинна шайба з гострими кромками);
- DIN 128 A — Curved spring lock washers (пружинна шайба випукла);
- DIN 128 B — Wave spring lock washers (пружинна шайба хвиляста);
- DIN 7980 — High collar spring lock washers, spring steel for socket head cap screws (шайба пружинна для гвинтів з циліндричною головкою).

## Плоска шайба
Плоска шайба застосовується у випадку недостатності площі контакту прилеглої поверхні головки болта з поверхнею деталі, або для уникнення пошкодження поверхні деталі. Можливе застосування шайб при небезпеці провалювання головки болта чи елементів механічної фіксації різьбового з'єднання (таких як шайба гровер або корончаста шайба) в отвір деталі. В інших випадках використання плоских шайб вважається недоцільним.